# Meitar
Meitar (hebräisch מֵיתָר) ist eine Ortschaft am Südende des Hochlands von Hebron (südlicher Teil des Judäischen Berglandes), Israel. Die Ortschaft hatte 8438 Einwohner im Jahr 2018.
Meitar liegt durch die Senke Biqʿat Chaṭīl / בִּקְעַת חַטיל getrennt 15 km nordöstlich von Beʾer Scheva, das bereits zur Wüste Negev zählt, an der Straße Beʾer Scheva-Hebron Nationalstraße 60 (hebräisch 60 כְּבִישׁ לְאֻמִּי Kvīsch Ləʾummī ). Unmittelbar nördlich des Ortes ist die Grüne Linie zum Westjordanland.
Das Städtchen wurde 1980 gegründet und im Jahr 1984 wurden die ersten Häuser bezogen. Der Ort ist geprägt von Einfamilienhäusern und das soziokulturelle Niveau der Bewohner gehört zu den höchsten in Israel.
Meitar gehört zu den wohlhabenden Satellitenstädten Beʾer Schevas, zu denen auch Lehavim und ʿOmer gehören.
In der Umgebung der Stadt gibt es auf den Südausläufern des Judäischen Berglandes weitläufige gepflanzte Wälder, die zu den größten in Israel zählen. Diese sind der Lahavwald und der Jattirwald.